# Ivan Klajn
Ivan Klajn (cyr. Иван Клајн; ur. 31 stycznia 1937 w Belgradzie, zm. 31 marca 2021 tamże) – serbski filolog i językoznawca.
Pochodził z rodziny żydowskiej. Ukończył studia z zakresu języka i literatury włoskiej na Wydziale Filozoficznym Uniwersytetu Belgradzkiego.
W 2017 roku był zaangażowany w podpisywanie deklaracji o wspólnym języku Serbii, Czarnogóry, Chorwacji i Bośni i Hercegowiny, dokumentu, w powstanie którego zaangażowanych było około dwustu językoznawców i pisarzy z czterech państw byłej Jugosławii. Deklaracja przedstawiona została w Sarajewie 30 marca 2017 i w ciągu 20 godzin podpisało ją ponad 2000 osób. Celem deklaracji było między innymi zwrócenie uwagi na sztuczne, wynikające z nacjonalizmów podziały i uwydatniane na siłę różnice, nadmierny i nieautentyczny puryzm. Podkreślano, że istnienie jednego, wspólnego języka nie zmienia faktu, że państwa i narody są cztery i nie ma nic wspólnego z przynależnością etniczną i poczuciem tożsamości narodowej.

## Wybrana twórczość
- Ispeci pa reci
- Istorijska gramatika španskog jezika
- Italijansko-srpski rečnik (dwa wydania)
- Uticaji engleskog jezika u italijanskom (1971)
- Jezik oko nas (1980)
- Lingvističke studije (2000)
- O funkciji i prirodi zamenica (1985)
- Pisci i pismenjaci (1994)
- Razgovori o jeziku (1978)
- Rečnik jezičkih nedoumica (sześć wydań)
- Rečnik novih reči (1992)
- Stranputice smisla
- Tvorba reči u savremenom srpskom jeziku – tom I (2002)
- Tvorba reči u savremenom srpskoj jeziku – tom  II (2003)